# Marfino
Marfino (Муниципальный округ Лосиноостровский) est un district municipal de la ville de Moscou, capitale de la Russie, dépendant du district administratif nord-est.

## Historie

### Premières mentions
Marfino est mentionné pour la première fois dans un livre de délimitation des terres de 1560 comme une terre en friche. En tant que village, Marfino est mentionné pour la première fois dans une charte du tsar Mikhaïl Fiodorovitch: le 19 septembre 1619, Marfino, ainsi que le village de Vladykino, est offert en possession héréditaire perpétuelle à Dmitri Mikhaïlovitch Pojarski pour son courage et sa loyauté envers le trône lors de l'invasion (Recueil des chartes et traités d'État, 3, 312). Cependant, en 1623, le village retourne sous la possession du monastère de l'Épiphanie.
Après un échange de terres entre le patriarche Nikon et le monastère de l'Épiphanie en 1653, Marfino passe sous la possession du patriarche.
En 1688, le patriarche accepte de donner le village de Marfino à la communauté monastique. Par la suite, le monastère posséda Marfino pendant un siècle. Le monastère resta propriétaire de Marfino jusqu'en 1764, lorsque Catherine II confisqua les terres de tous les monastères au profit de l'État. La réforme de Catherine toucha également le monastère de l'Épiphanie, qui perdit la majorité de ses terres. Selon le recensement de 1744, le village comptait 32 âmes. Les champs occupaient 30 quarts de terre. Il n'y avait que 10 travailleurs, qui ne possédaient pas de terres mais recevaient un salaire du monastère: 2 roubles par an, 6 quarts de céréales, et le monastère payait les impôts pour ces travailleurs. Il y avait 20 bottes de foin et 2 déciatines de forêt cultivée et non cultivée. De plus, Marfino possédait 3 étangs artificiels avec du poisson et une ferme d'élevage.
À partir de la seconde moitié du XVIIIe siècle, une production textile à domicile apparaît à Marfino, utilisant activement le travail des jeunes filles. Les femmes et les filles fabriquaient des chaussettes, des bas et des gants, qui jouissaient d'une bonne demande à Moscou.
Sur une carte du début du XIXe siècle, Marfino est entouré de champs. À l'est se trouve le parc des Cheremetev, qui se transforme en forêt au nord et en sous-bois à l'ouest, s'étendant jusqu'à la route de Dmitrov. Au sud de Marfino s'étendaient des champs jusqu'à la sloboda de Butyrka. Une partie des terres environnantes appartenait au monastère de l'Épiphanie. Sur ces terres s'élevait une belle forêt décorative, mais les autorités monastiques ordonnèrent son abattage.

### XIXe siècle
En 1877, un traktir (auberge) fonctionne à Marfino (probablement pas dans le village lui-même, mais près de Kachenkin Lug). Le village compte 34 cours et 36 maisons, avec 190 habitants, dont 16 travaillent ailleurs. Parmi eux, 9 hommes et 1 femme sont alphabétisés. La répartition par âge était la suivante: 54 personnes avaient moins de 15 ans, 32 avaient entre 15 et 25 ans, et seulement 7 avaient plus de 60 ans, soit moins de 4 % de la population. L'espérance de vie moyenne ne dépassait pas 40 ans.
Le 24 octobre 1885, l'orphelinat pour enfants Alexandre-Marfin avec une école primaire est ouvert à Marfino, créé et financé par le monastère de l'Épiphanie. L'orphelinat était destiné aux garçons orphelins et aux enfants des familles les plus pauvres du clergé, et il fut dédié à la mémoire du couronnement de Leurs Majestés Impériales en 1883. Les enfants y apprenaient la menuiserie, la reliure, le chant et le violon. Les élèves méritants recevaient des cadeaux, et tous ceux qui terminaient leurs études recevaient un Évangile. Avec l'ouverture de l'église de l'orphelinat, Marfino cessa d'être un simple village et acquit le statut de hameau.

### XXe siècle
Jusqu'en 1905, Marfino faisait partie du deuxième district de police du comté de Moscou. Le 19 décembre 1905, par un décret impérial approuvé par le Conseil d'État de l'Empire russe, Marfino passa de la juridiction de la police du comté de Moscou à celle de la police métropolitaine de Moscou.
L'année 1923 marque la fin de l'existence de l'église de Marfino. Cette année-là, le comité exécutif du district de Sokolniki décida de demander aux autorités municipales de fermer l'église domestique de l'orphelinat (qui avait été transformé en maison d'enfants) et de transférer le bâtiment de l'église à un jardin d'enfants.
Le 29 novembre 1927, par un décret du Comité exécutif central panrusse (VTsIK), Marfino, ainsi que Rostokino, Alekseïevskoïe et Nijnie Likhobory, fut intégré à Moscou. En 1928, Marfino (déjà dans les limites de Moscou) était un petit village situé des deux côtés de la rue Bolchaïa Marfinskaïa. À une demi-verste de Marfino, sur la route d'Ostankino, se trouvait un autre lieu habité: Kachenkin Lug, nommé d'après la rivière Kachenka (ou plutôt Kamenka), un affluent droit de la Yauza, aujourd'hui canalisée et souterraine.

### Période soviétique
Sur la carte du district de Rostokino de 1937, le village de Marfino se situe au nord de la Kamenka. Dans la partie est de Marfino, un grand rectangle représente probablement l'orphelinat, avec un petit étang dans la partie nord de son territoire. Entre Marfino et la route de Sousokolovo s'étend une forêt, au centre de laquelle se trouve un petit marais. Entre les rues de Kachenkin Lug et la ligne ferroviaire d'Octobre, ainsi qu'entre Kachenkin Lug et Marfino, se trouvait toute une division de serres, probablement déjà liées au sovkhoze «Marfino».
Après la Grande Guerre patriotique, les locaux de l'ancien orphelinat furent transférés à l'Institut de recherche en automatique. C'est ici que fut installé le célèbre «charachka» (un institut de recherche du MGB où travaillaient des spécialistes privés de liberté, transférés des camps), décrit par Alexandre Soljenitsyne dans son livre «Le Premier Cercle». En réalité, le «charachka de Marfino» marqua le début du développement du district de Marfino. Le laboratoire de Marfino fut transformé en institut de recherche. Aujourd'hui, il s'agit de l'entreprise principale du Concern «Automatique». Avec l'institut, le district de Marfino se développa. Le premier immeuble de cinq étages fut construit par les employés eux-mêmes. Peu à peu, toutes les maisons du village de Marfino furent démolies et remplacées par des bâtiments urbains. Ainsi apparurent les premières rues: Botanitcheskaïa, Malaïa Botanitcheskaïa et Akademika Komarova.

### Formation du district
En 70 ans, avant que Marfino ne devienne un district indépendant, il fit partie de cinq districts différents. En 1977, Marfino fut intégré au district de Kirov de Moscou. En 1991, le district municipal de Marfino fut créé, et en 1995, il obtint le statut de district de Moscou.

### Espaces naturels
Marfino compte seulement trois complexes naturels protégés: un boulevard le long de la rue Gostinitchaïa (2 hectares), un boulevard projeté le long de la rue Komdiva Orlova (2,9 hectares) et le cimetière de Vladykino (1,1 hectare). Parmi tous les districts du Nord-Est de Moscou (SVAO), Marfino occupe la dernière place en termes de quantité d'espaces naturels sur son territoire. Cependant, le district lui-même est assez petit.

### Kachenkin Lug
La partie sud du district de Marfino était autrefois un lieu habité distinct, portant le nom de Kachenkin Lug. Aujourd'hui encore, l'une des rues de Marfino porte ce nom. Ce nom est le résultat d'une erreur commise au XIXe siècle, lorsqu'un scribe écrivit par inadvertance «Kachenkin Lug» au lieu de «Kamenkin Lug» (c'est-à-dire le pré de la rivière Kamenka). Le nouveau nom s'imposa, et peu d'habitants de la rue Kachenkin Lug savent que la rivière Kamenka, qui a donné son nom à leur rue et à la localité, coule dans un canal souterrain près de chez eux. À partir de 1925, la rue menant de Kachenkin Lug à la route de Serguiev Posad fut nommée rue Bolchaïa Kachenkinskaïa. Le 1er mars 1966, elle fut rebaptisée rue Akademika Komarova.

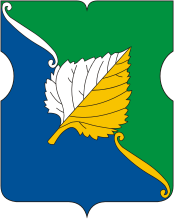
Armes du district
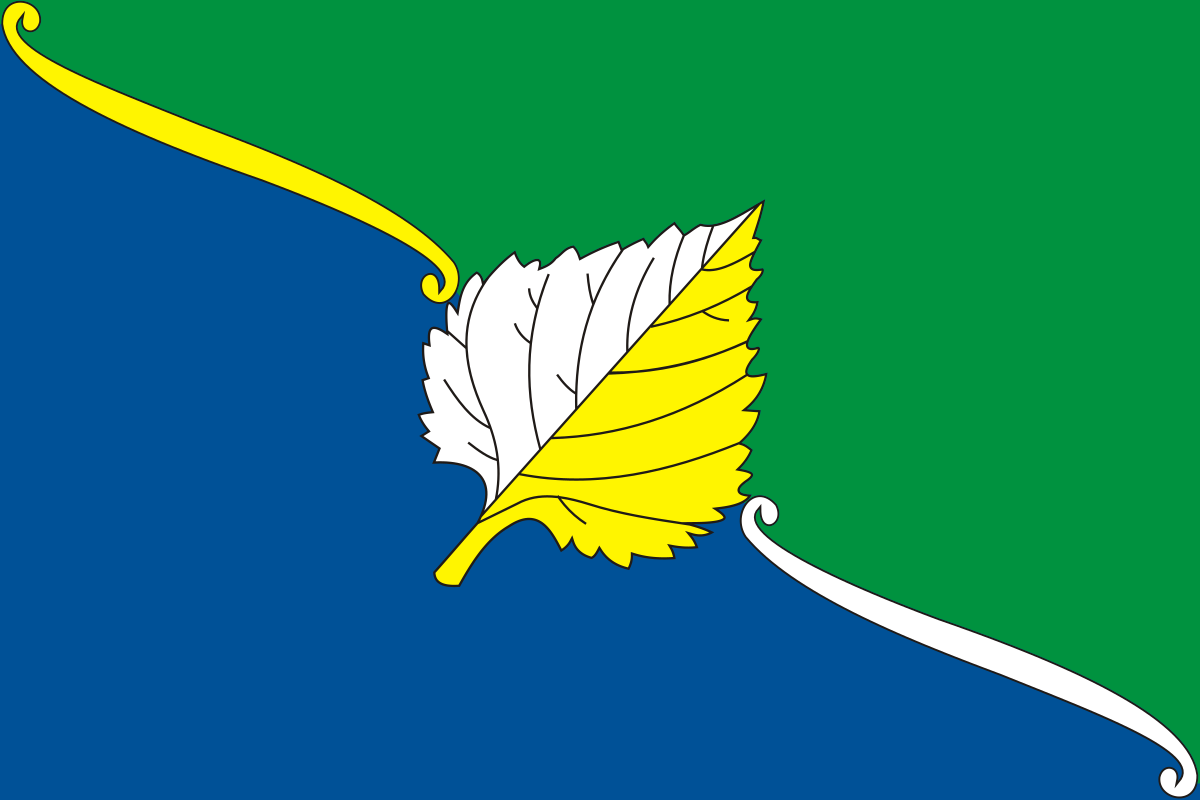
Drapeau du district